# Cosmopolitan

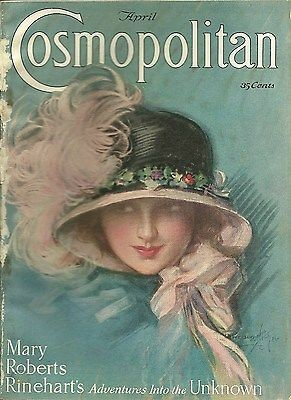
Cosmopolitan Abril de 1924

Cosmopolitan é uma revista mensal americana de moda e entretenimento para mulheres, publicada pela primeira vez na cidade de Nova York em março de 1886 como uma revista familiar; foi posteriormente transformada em revista literária e, desde 1965, passou a ser revista feminina. Foi anteriormente intitulado The Cosmopolitan. A revista Cosmopolitan é uma das revistas mais vendidas e é dirigida principalmente ao público feminino.
A revista Cosmopolitan é muitas vezes referida como Cosmo nos Estados Unidos. Seu conteúdo a partir de 2011 inclui artigos discutindo relacionamentos, sexo, saúde, carreiras, auto-aperfeiçoamento, celebridades, moda, horóscopos e beleza. É publicado pela Hearst Corporation, com sede em Nova York. Cosmopolitan tem 64 edições internacionais, incluindo Austrália, Brasil, Bulgária, Finlândia, França, Alemanha, Holanda, Portugal, Rússia e Reino Unido e é impressa em 35 idiomas diferentes e distribuída em mais de 110 países.